# Cité scientifique
La Cité scientifique est le quartier universitaire et campus scientifique de la technopole Villeneuve-d'Ascq (Hauts-de-France), commune de la Métropole Européenne de Lille, créé en 1964.
Le campus compte 150 hectares et une centaine de bâtiments, et la majorité des lieux est occupée par la Faculté des sciences et technologies de l'université de Lille et ses départements (Biologie, Chimie, Électronique/Électrotechnique/Automatique (EEA), Informatique, Mathématiques, Mécanique, Physique, Sciences de la Terre), mais aussi par de nombreuses écoles (École Centrale de Lille, École Nationale Supérieure Mines-Télécom Lille Douai, ENSCL Chimie Lille, Polytech Lille, Institut Universitaire de Technologie de Lille (site de Villeneuve-d'Ascq), etc.) et entités scientifiques (CNRS, IEMN, ITEEM INSERM, INRIA, ICARE/CNES, Météo France, département COSYS de l'Université Gustave Eiffel, etc.).
On trouve sur le campus des bâtiments d'enseignement, de travaux pratiques, d'administration, de services aux étudiants, des laboratoires de recherche mais aussi des restaurants universitaires, des résidences universitaires, des installations sportives, des hôtels, des entreprises, des instituts, des écoles scientifiques indépendantes, etc.
La Cité scientifique se trouve à proximité directe du Parc Scientifique européen de la Haute-Borne (Parc scientifique de 200 ha avec de nombreux sièges d'entreprises, start-up et laboratoires; l'ensemble forme ainsi un vaste complexe scientifique de 350 ha) mais également du Stade Pierre Mauroy (4e plus grand stade de France avec 50 000 places), et des zones commerciales V2 et Héron Parc (plus grand espace commercial au nord de Paris). Elle bénéficie ainsi des infrastructures locales notamment d'un Parc relais de plus de 2 000 places.
Elle est entourée par les autoroutes A1, A23, A27 et la N227 (A22), et se trouve relativement proche de l'aéroport international de Lille-Lesquin. Elle est également desservie par le métro de Lille (1er métro automatique sans conducteur au monde, inventé sur place à la Cité scientifique) et ses deux stations sont situées au sein même du campus : Cité Scientifique et 4 Cantons Stade Pierre Mauroy; elle est ainsi à moins de 15 minutes du centre de Lille (et de ses deux gares).
Depuis la rentrée 2016, le LILLIAD Learning Center Innovation remplace son ancienne bibliothèque universitaire. Situé au centre du campus, il s'agit d'un espace de plusieurs étages doté des dernières technologies, comprenant bibliothèque universitaire, espaces de détente, lieux d'expositions scientifiques, salles de conférence, etc.

## Géographie

### Délimitations

Cité scientifique - Campus Université de Lille.

Le quartier s'organise à l'intérieur et autour de l'avenue circulaire Paul Langevin. Il est cerné par le boulevard du Breucq, le boulevard de Tournai, la rue Jean Perrin, la rue de Ticléni, la rue du président Paul Doumer et la rue Nicolas Appert.
Au sud et à l'ouest est située l'autoroute A22. Au sud-ouest, la Cité scientifique est adjacente à un pôle d'innovation et d'entrepreneuriat et à la sortie d'autoroute 4 cantons-cité scientifique. À l'ouest, la Cité scientifique donne accès au Stade Pierre-Mauroy. À proximité au nord-ouest, un accès routier dirige vers le centre commercial V2. Au nord, la Cité scientifique est bordée par le quartier de Triolo et notamment la piscine du Triolo. Au nord-est, des terrains de sport jouxtent des quartiers résidentiels de Villeneuve d'Ascq. À l'est, des locaux d'entreprises s’intercalent entre les résidences étudiantes et un quartier résidentiel de Villeneuve-d'Ascq. Au sud de la rue du président Paul Doumer est situé le parc scientifique de la Haute Borne et le centre d'essais et d'entretien du métro de Lille.

## Histoire

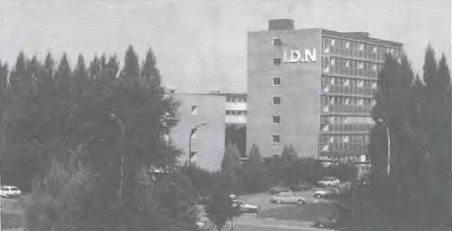
Cité scientifique entre 1968 et 1991 : École centrale de Lille-Tour IDN.

Autrefois le quartier était constitué de champs fertiles appartenant à Annappes et utilisés par les paysans des villages d'Annappes ou Ascq.
De 1964 à 1967, sous l'impulsion de Guy Debeyre est créé sur 200 hectares le campus scientifique d'Annappes accueillant les nouveaux locaux de la Faculté des Sciences, autrefois situés dans le centre historique de Lille, notamment place Philippe Lebon, rue Jeanne-d'Arc, rue Angellier et rue Malus. 
La présence du campus fait que le ministre Edgard Pisani décide de l’implantation à proximité de cet endroit de la ville nouvelle, qui sera créée en 1970. Georges Delbar, ancien de l'ÉPALE (Établissement Public d'Aménagement de Lille Est), raconte que « La Cité scientifique était entourée par des champs. Ils [les étudiants] allaient aux préfabriqués d'Annappes et, le soir, un bus les ramenait ».
En 1983 est inauguré par François Mitterrand dans le quartier Quatre Cantons le tout premier métro entièrement automatique sans conducteur au monde (inventé sur place à l'Université). La technologie employée est celle du VAL, qui signifiait « Villeneuve-d'Ascq - Lille » à l'origine,. Le sigle fut renommé en « Véhicule automatique léger » lors de l'exportation de cette technologie à l'international.
En 1987, l'entreprise agro-alimentaire Bonduelle implante son siège rue Nicolas-Appert. Il sera inauguré en 1989.  
En 1988 est inaugurée la Maison d’Accueil et des Colloques (MAC), en lieu et place de la Maison d'Activités Culturelles (MAC) qui abritait le ciné-club « Cinémac », créé en 1972 au sein du campus de l'Université (issu lui-même du ciné-club d'Annappes).  
En 2002 débute à côté de Cité scientifique la création du parc scientifique européen de la Haute Borne, qui a pour but d’accueillir des sociétés innovantes ayant vocation à travailler en partenariat avec les laboratoires et les chercheurs de celle-ci. 
En décembre 2008, une nouvelle discothèque (1 400 m2 et deux étages) ouvre aux 4 cantons, La Fabrik, quatre ans après la fermeture et la transformation en restaurant de la vieille boîte de nuit « Les 4 cantons ». La discothèque est située rue Nicolas-Appert, à Lezennes, à côté de l'autoroute. Elle est fermée en février 2013 à cause d'un incendie criminel et en cours de reconstruction.
De par les nombreux changements de noms et de situation des universités à Lille, la Cité scientifique a accueilli successivement sous ces noms : la Faculté des Sciences de l'université ; l'Université des Sciences et Technologies de Lille (USTL) ; l'Université Lille-I ; et depuis 2018 l'Université de Lille (réunifiée).

## Enseignement et économie

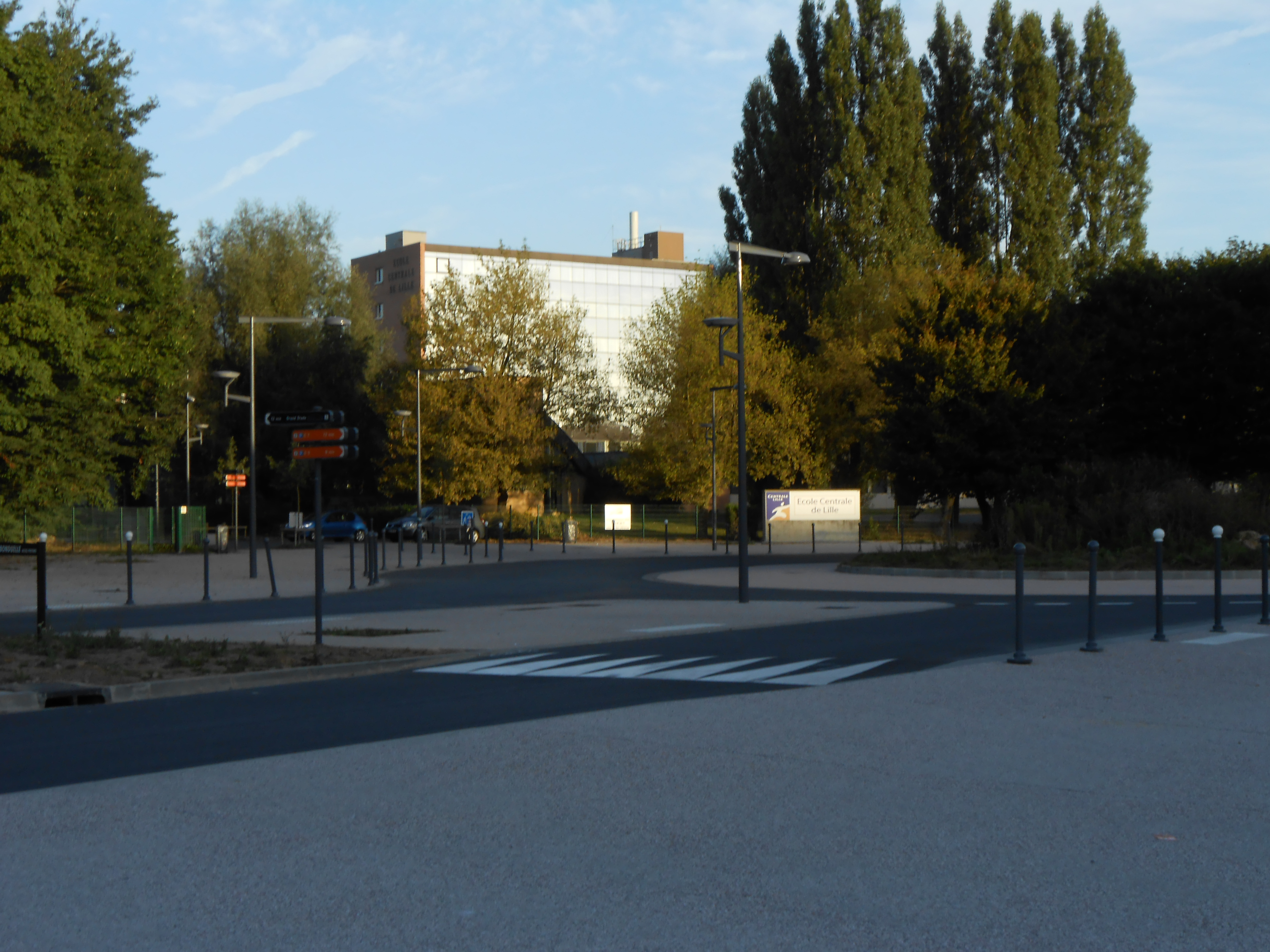
Accès à la Cité scientifique - avenue Henri Poincaré.

La Cité scientifique abrite le campus scientifique de l'Université de Lille et de nombreuses écoles telles que l'École Centrale de Lille, l'École Nationale Supérieure Mines-Télécom Lille Douai, ENSCL Chimie Lille, Polytech Lille, l'Institut Universitaire de Technologie de Lille (site de Villeneuve-d'Ascq) etc. 
La Cité scientifique abrite également les installations du département COSYS de l'Université Gustave Eiffel, basée en Île-de-France, avec ses laboratoires LÉOST et ESTAS, issus de l'IFSTTAR et de l'ancien Institut national de recherche sur les transports et leur sécurité. 
On y trouve, en plus de l'Université et des services étudiants (logements, restaurants, installations sportives, etc.), de nombreuses entités dont la direction interrégionale Nord de Météo-France, le siège social du géant agro-alimentaire Bonduelle, des locaux du CNRS, l'hôtel Ascotel, le restaurant Le Labo, le Centre européen de formation ou encore le Métropole Auditorium pour la Culture ou les Congrès et les Séminaires (MACC'S). Des jeunes pousses de haute-technologie telles que NetASQ se sont implantées à proximité des laboratoires de recherches et des écoles d'ingénieurs situées sur le campus. 
Des instituts de recherche à vocation européenne et internationale tels que l'IEMN (Institut d'électronique de microélectronique et de nanotechnologie), l'INRIA Lille (Institut national de recherche en informatique et en automatique) ou l'INSERM sont situés dans la Cité scientifique.
Elle se trouve a proximité directe du Parc Scientifique européen de la Haute-Borne, Parc scientifique de 200 ha à dimension européenne doté de nombreux sièges d'entreprises, start-up et laboratoires. L'ensemble forme ainsi un vaste complexe scientifique de 350 ha.

## Transport
- La ligne   du métro de Lille exploitée par Ilévia dessert la Cité scientifique via les stations Quatre Cantons - Stade Pierre-Mauroy et Cité Scientifique - Professeur Gabillard.
- Un Parc relais « 4 cantons P+R » existe pour les véhicules et vélos
- Le quartier est desservi par les lignes de bus 20R, 66, 68, 69R, 72, Z3 et Z8 du réseau Ilévia et par les lignes 851, 854, 855, 870 et 876 du réseau interurbain Arc-en-Ciel 2.
- Les sorties autoroutières 4 cantons-Cité scientifique ( 02a), Grand stade Lille métropole ( 02b et  3) et, indirectement, les autoroutes A22, A27 et A1 sont accessibles par la route nationale 227.
- De fin-2018 à mi-2020, des navettes autonomes parcourent également le campus à titre expérimental[14],[15].

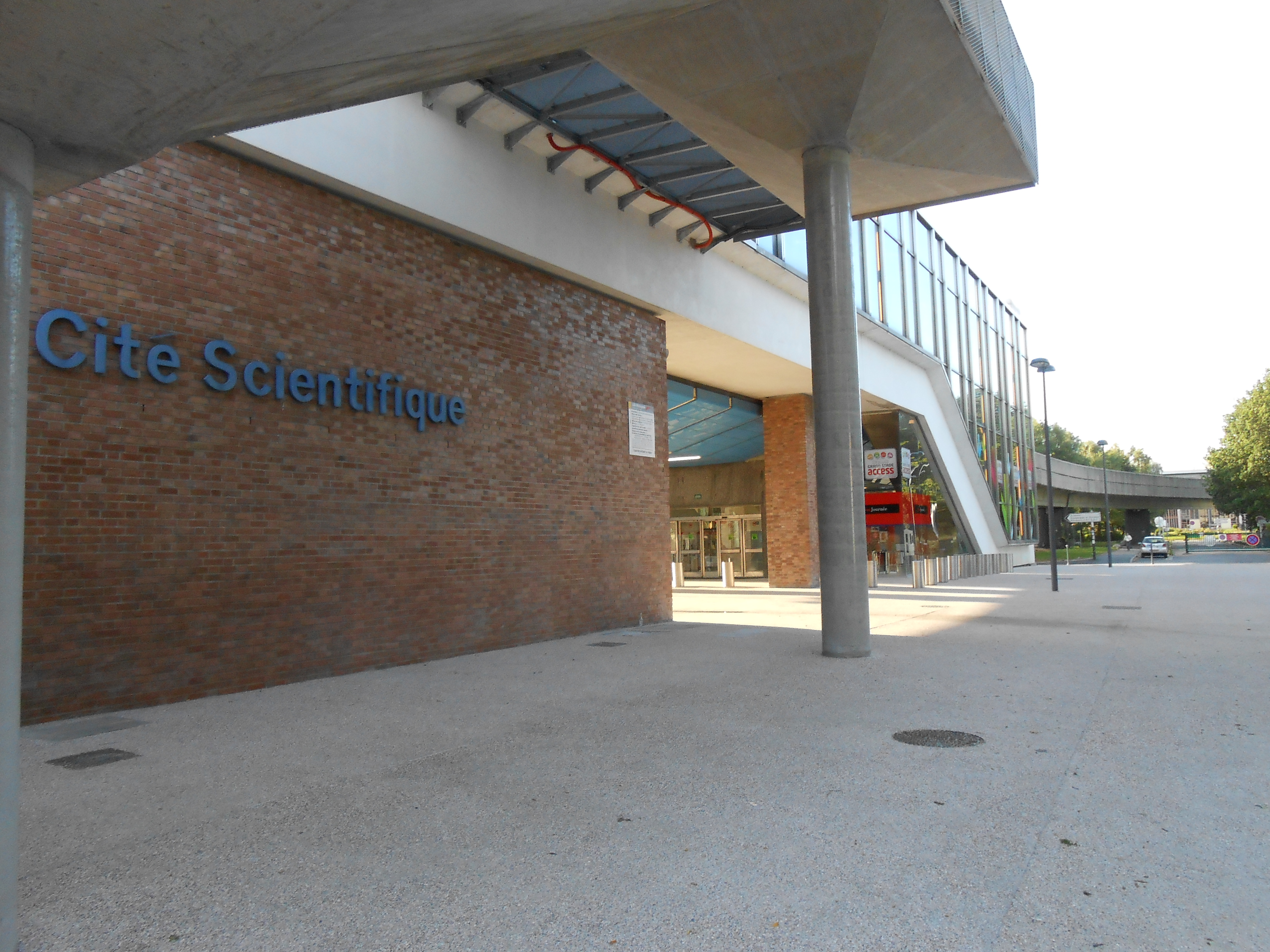
Station de métro Cité Scientifique - Pr Gabillard (côté ouest).
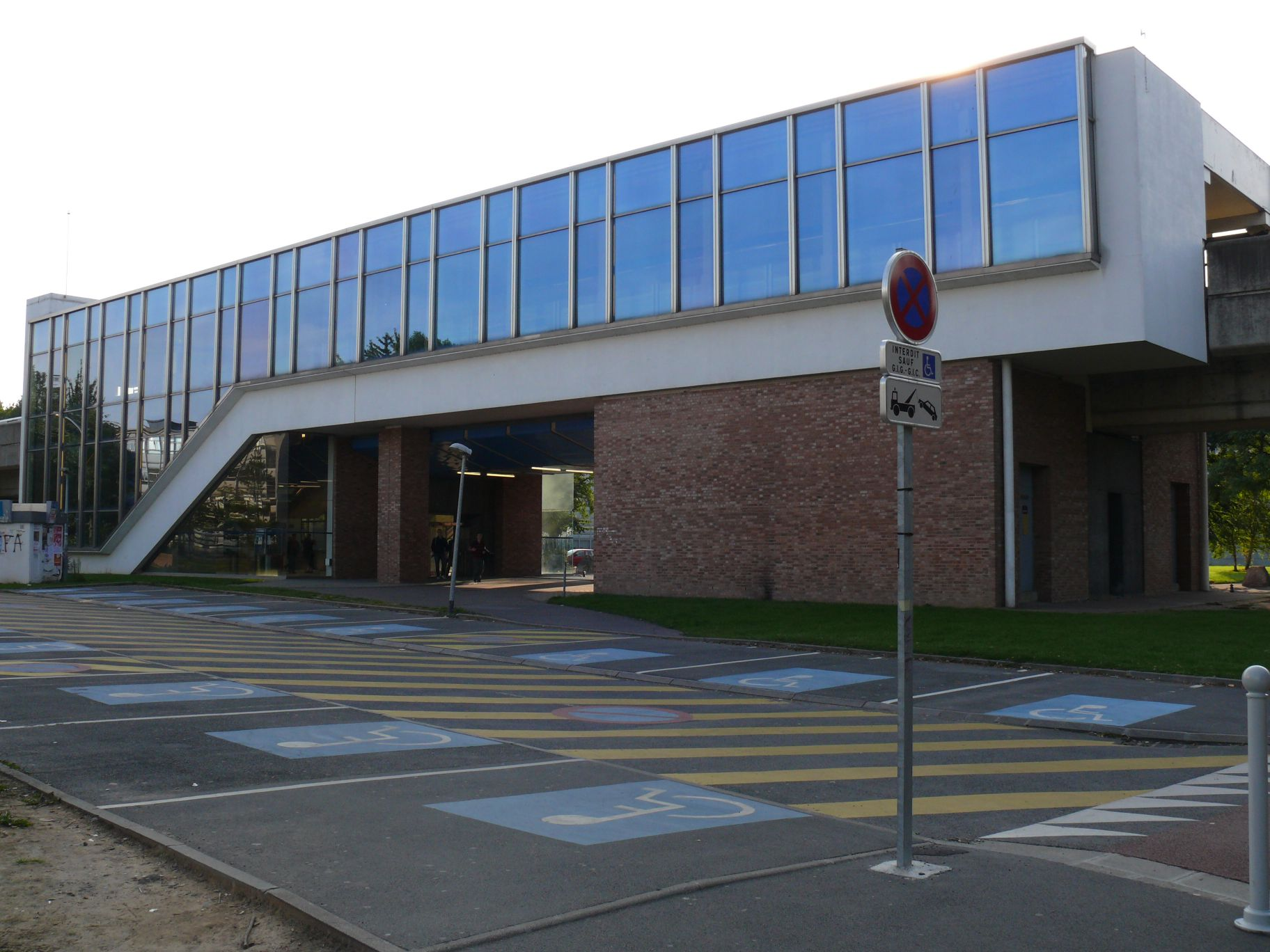
Station de métro Cité Scientifique - Pr Gabillard (côté est).
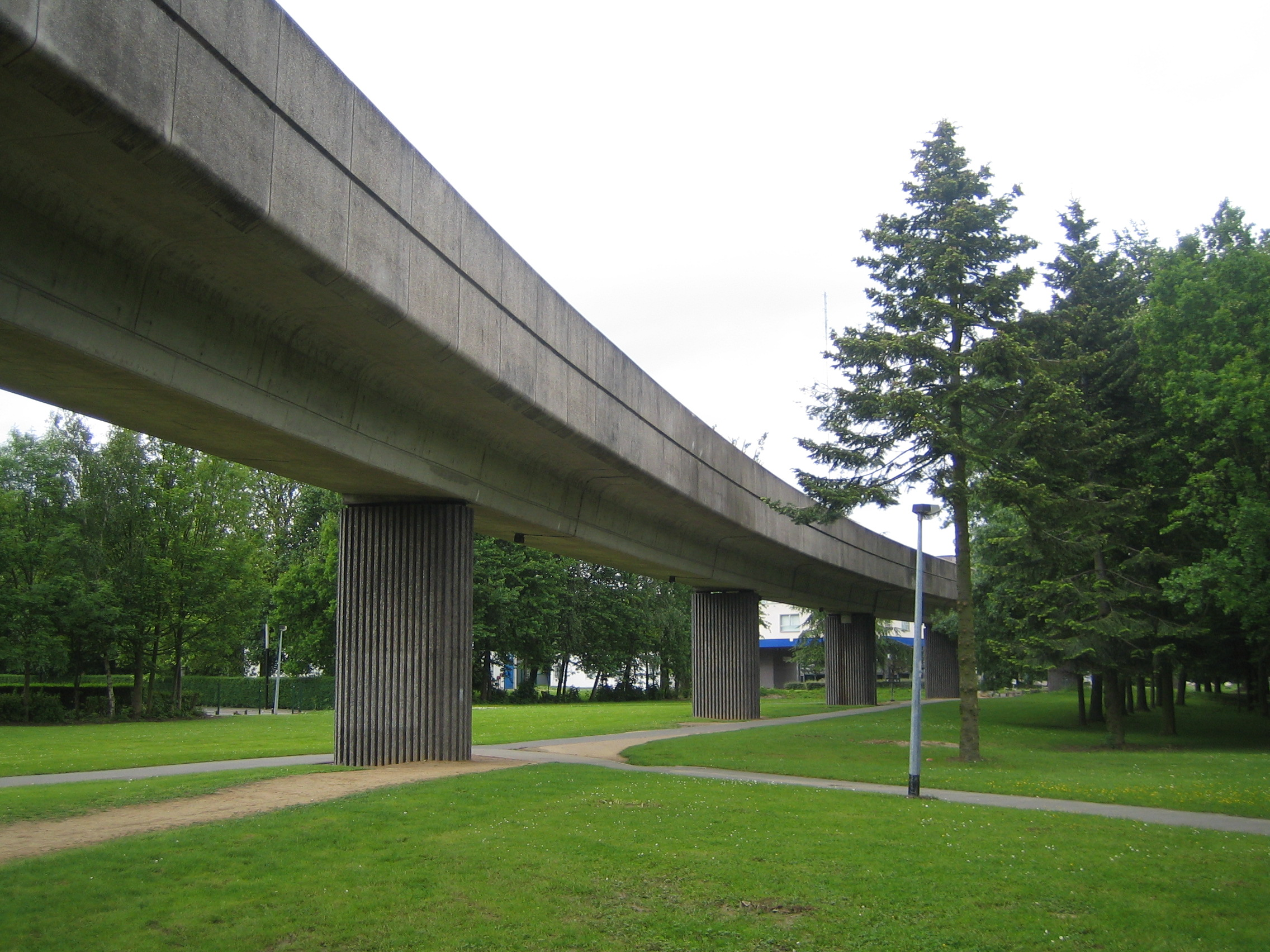
Métro entre les stations Cité Scientifique - Pr Gabillard et Quatre Cantons - Stade Pierre-Mauroy.
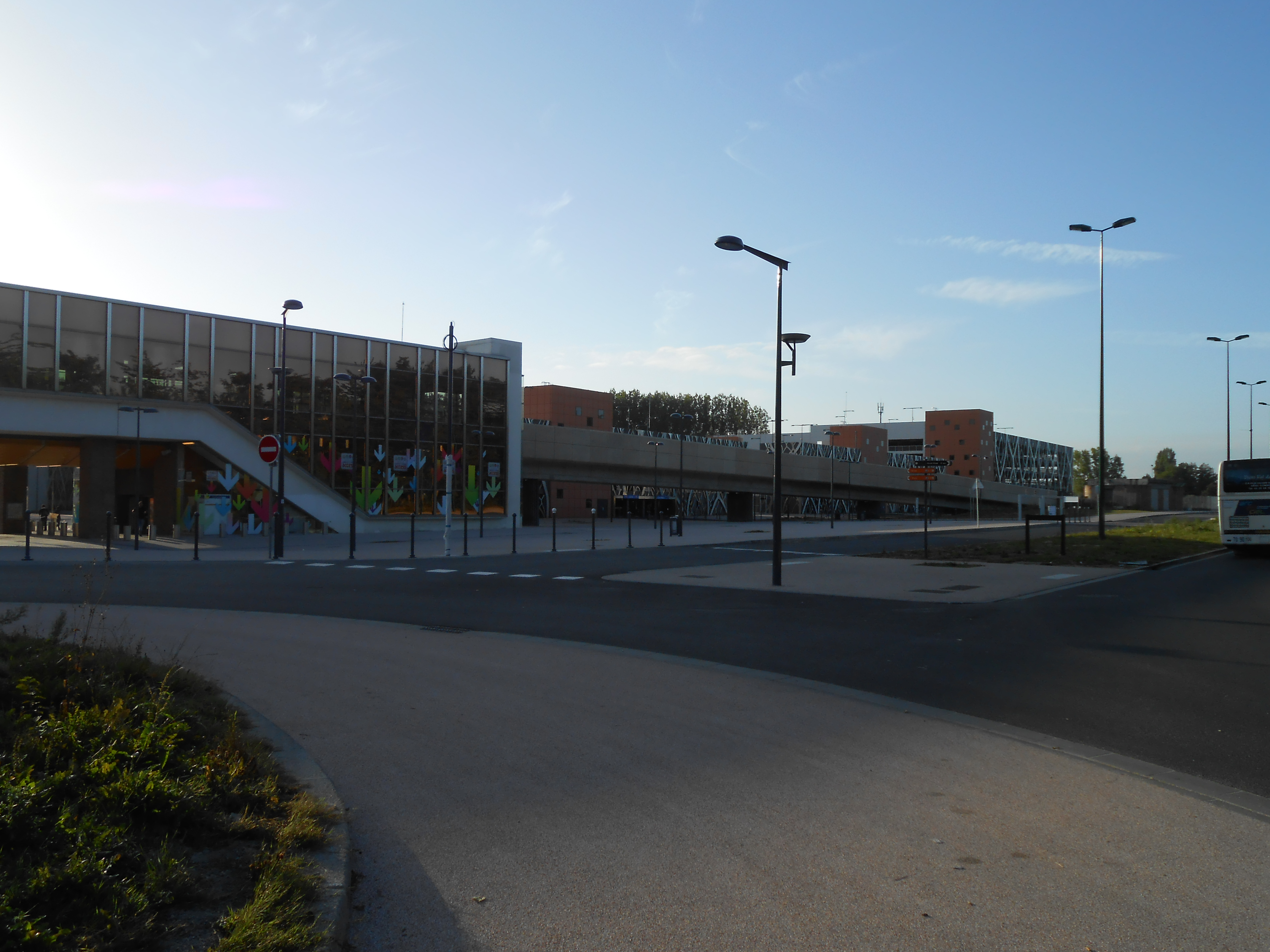
Station de métro Quatre Cantons - Stade Pierre-Mauroy et parc relais, vus de l'École centrale de Lille.

## Architecture et bâtiments

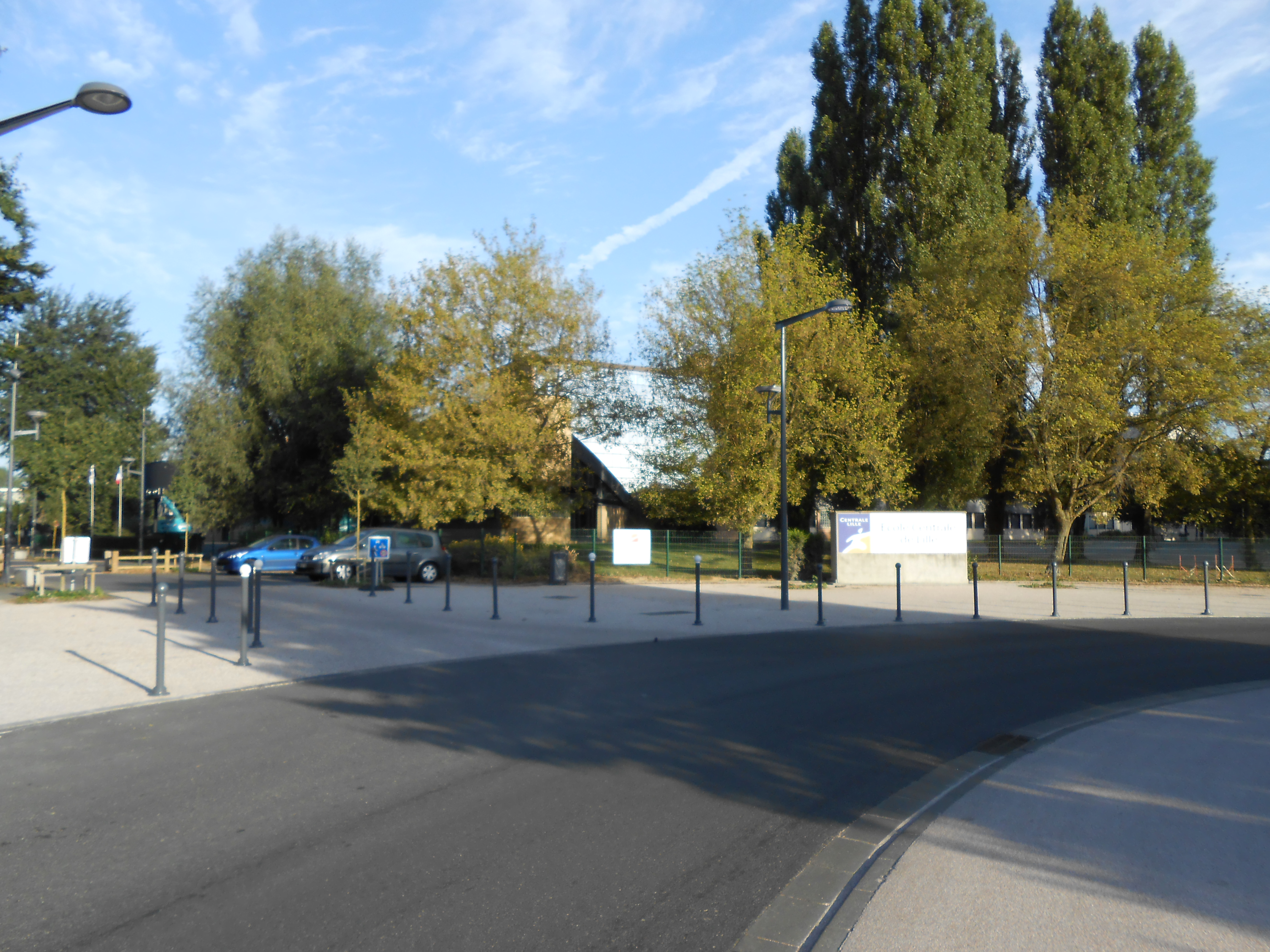
Rond-point des Quatre cantons.
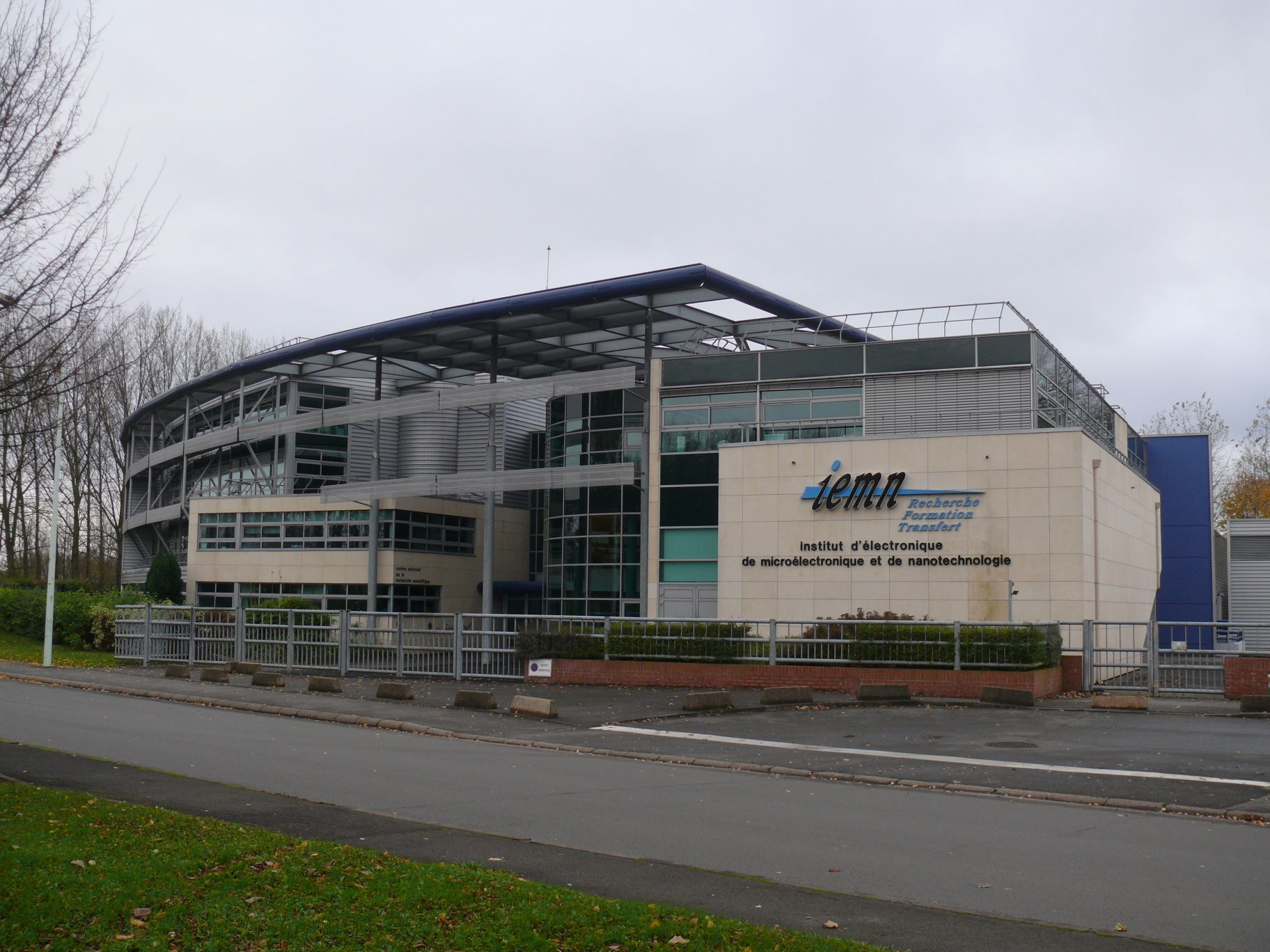
Institut d'électronique de microélectronique et de nanotechnologie.
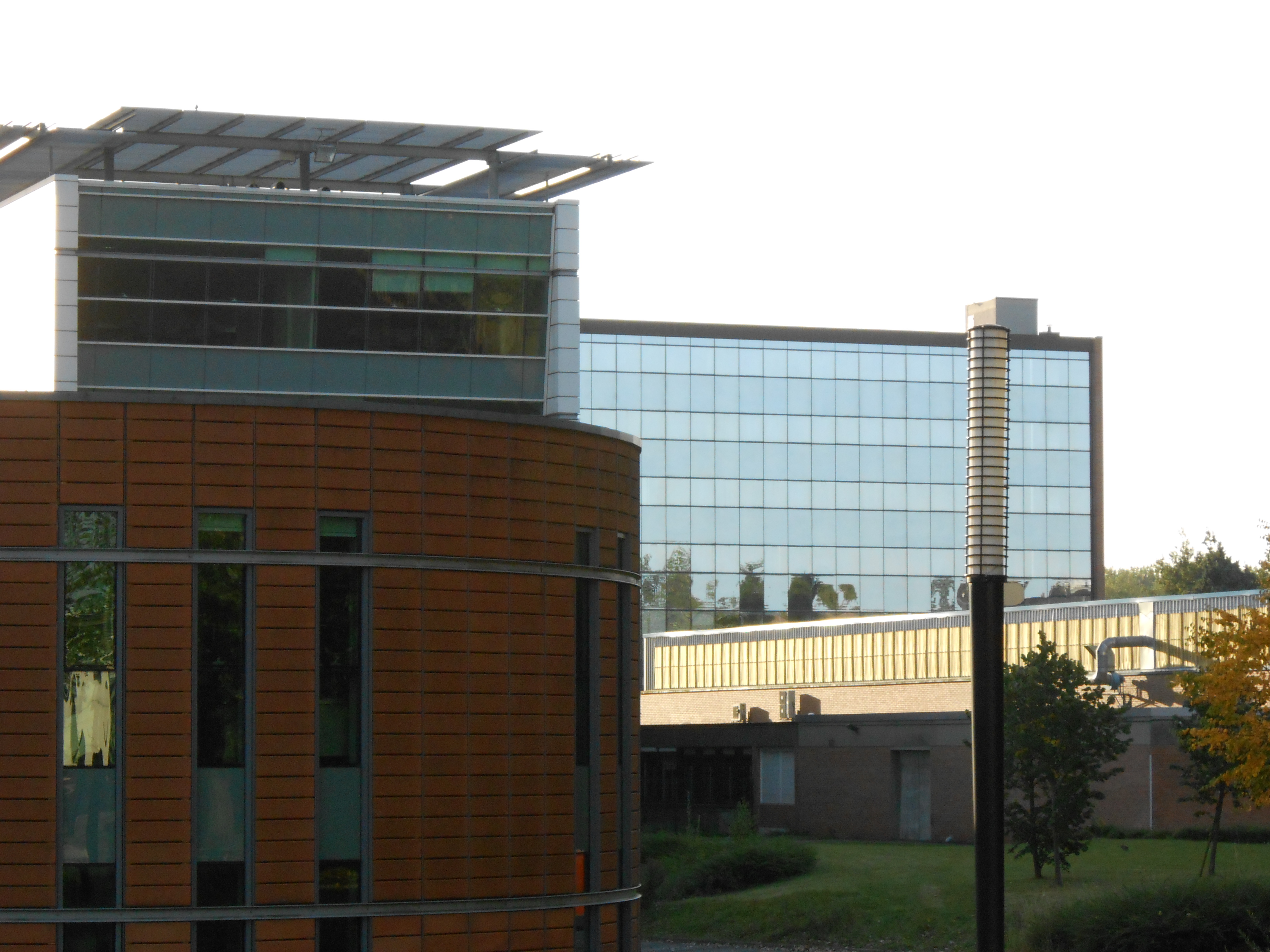
École centrale de Lille et Polytech Lille.
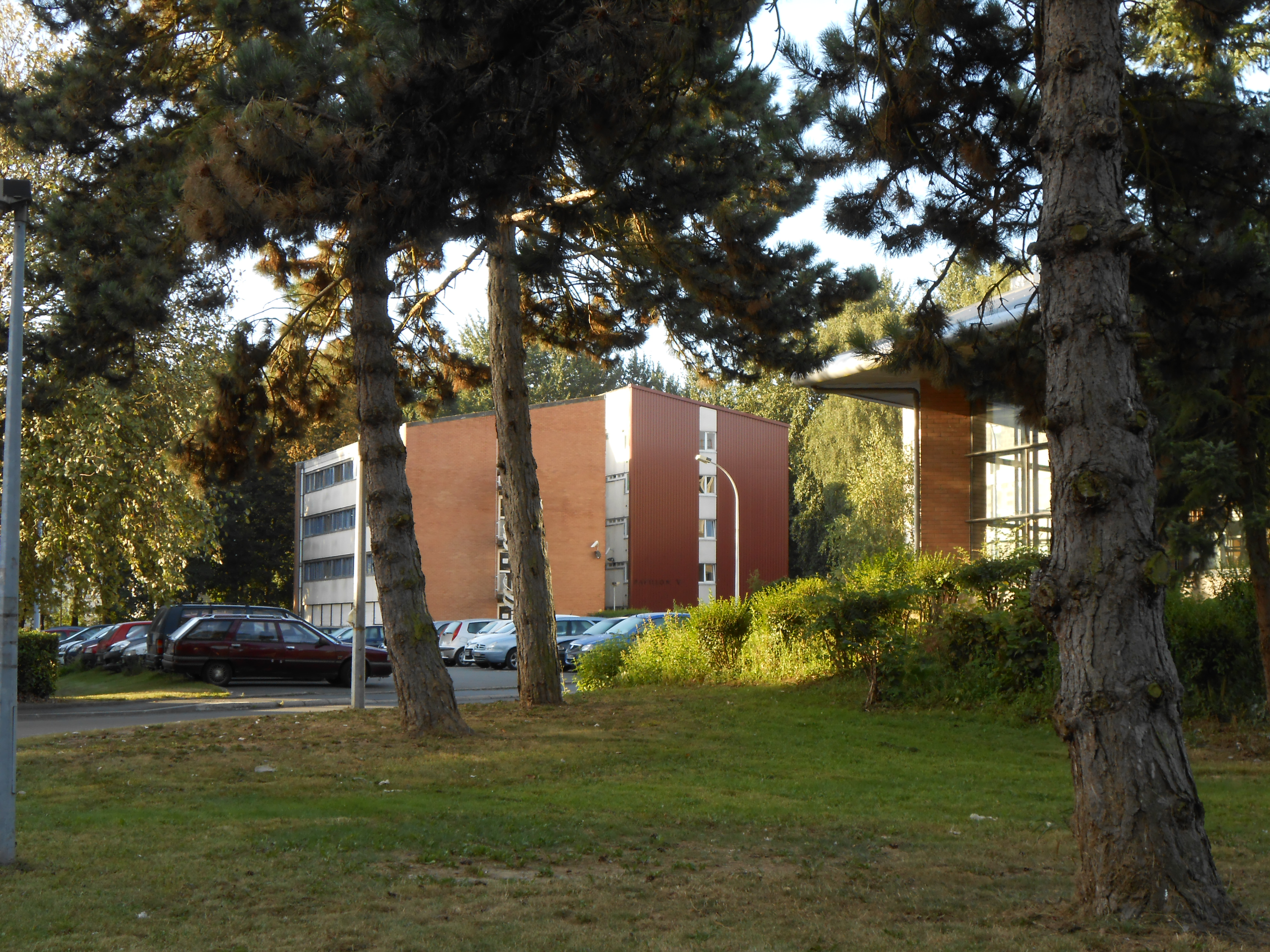
Résidence étudiante Camus.
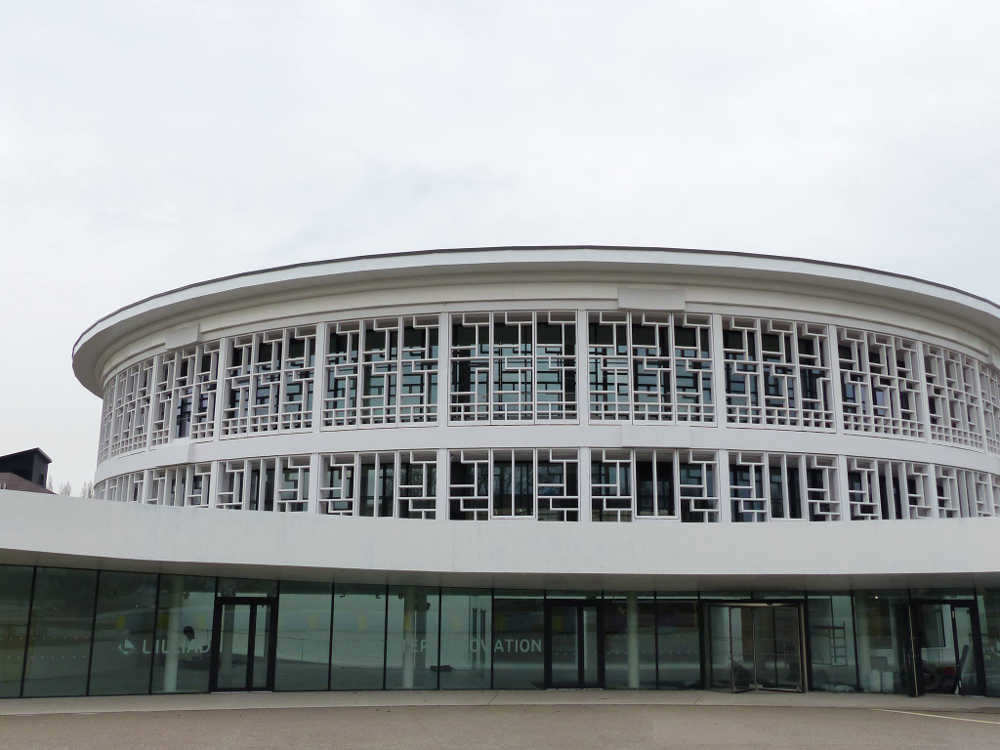
Lilliad Learning Center Innovation.
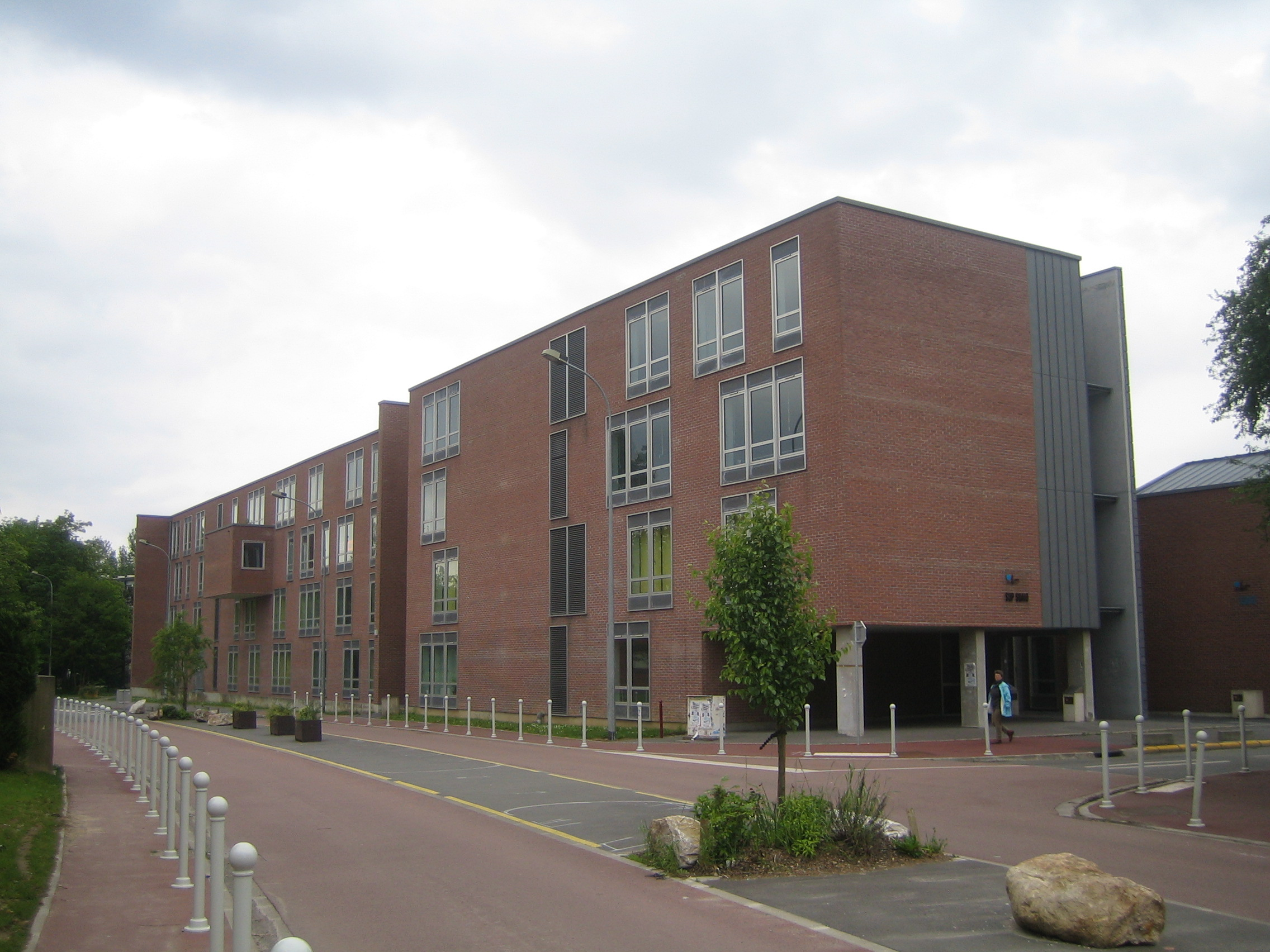
Bâtiment Licence SUAIO de l'Université de Lille.
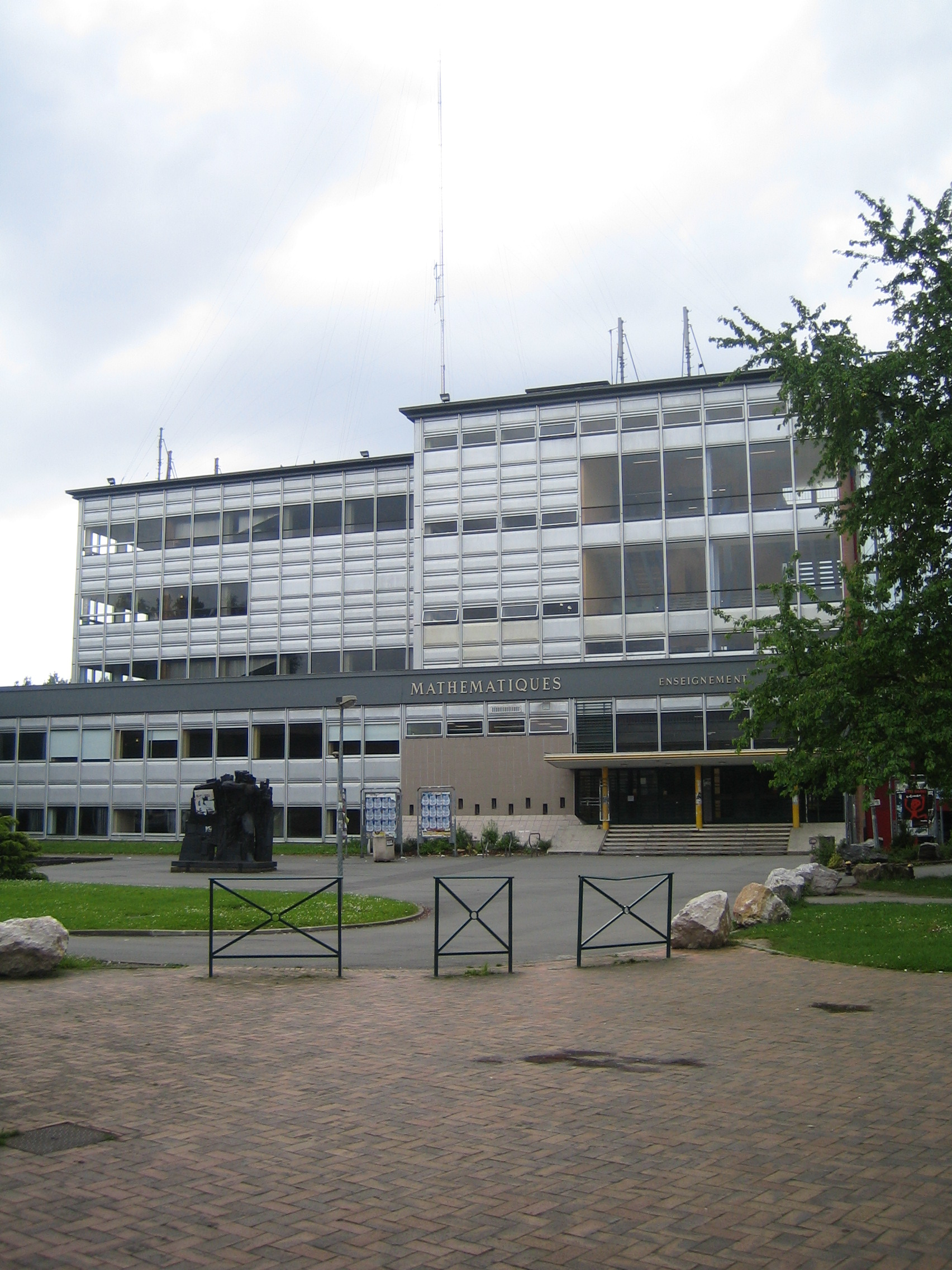
Bâtiment M1 de l'Université de Lille.
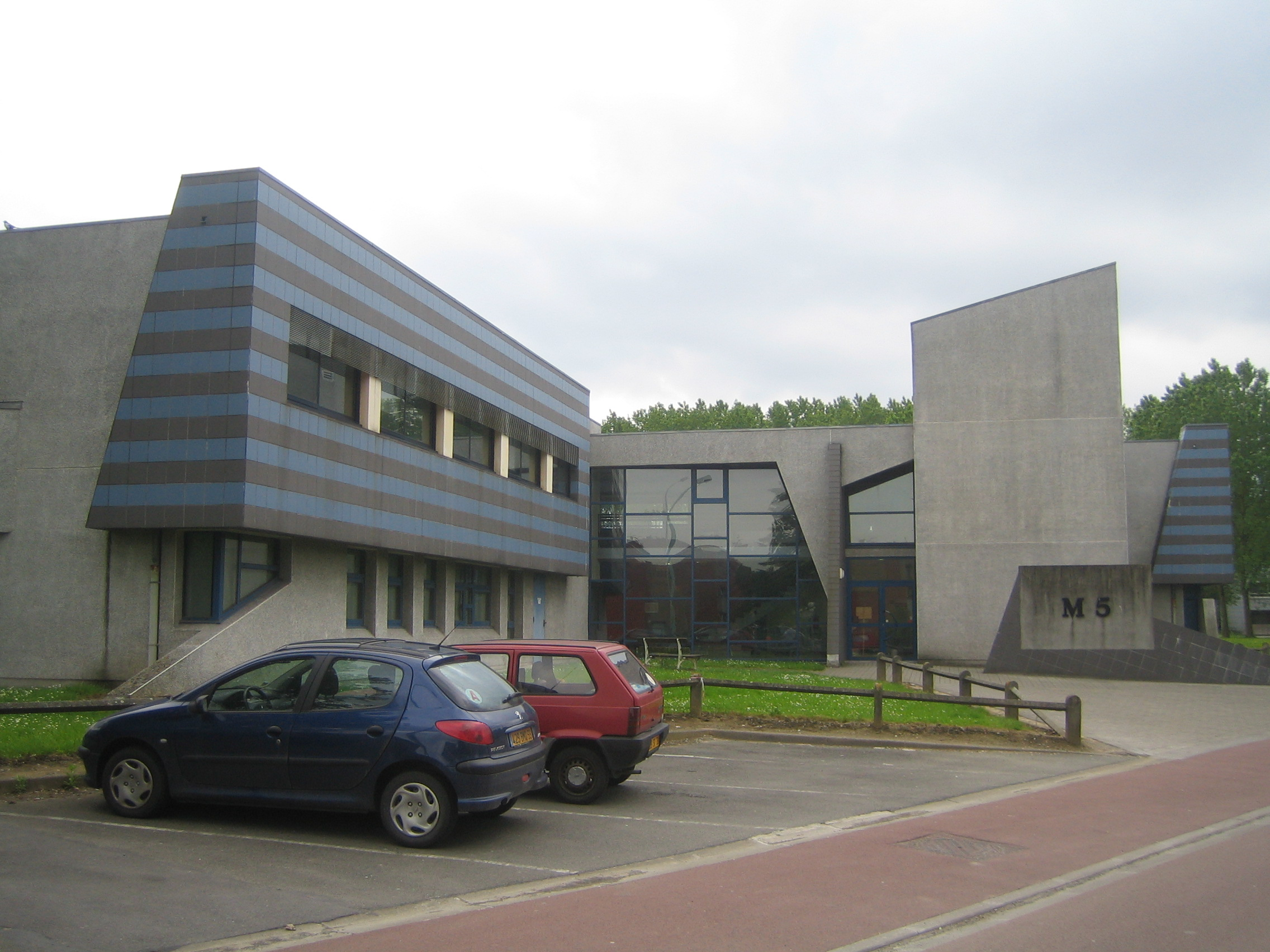
Bâtiment M5 de l'Université de Lille.
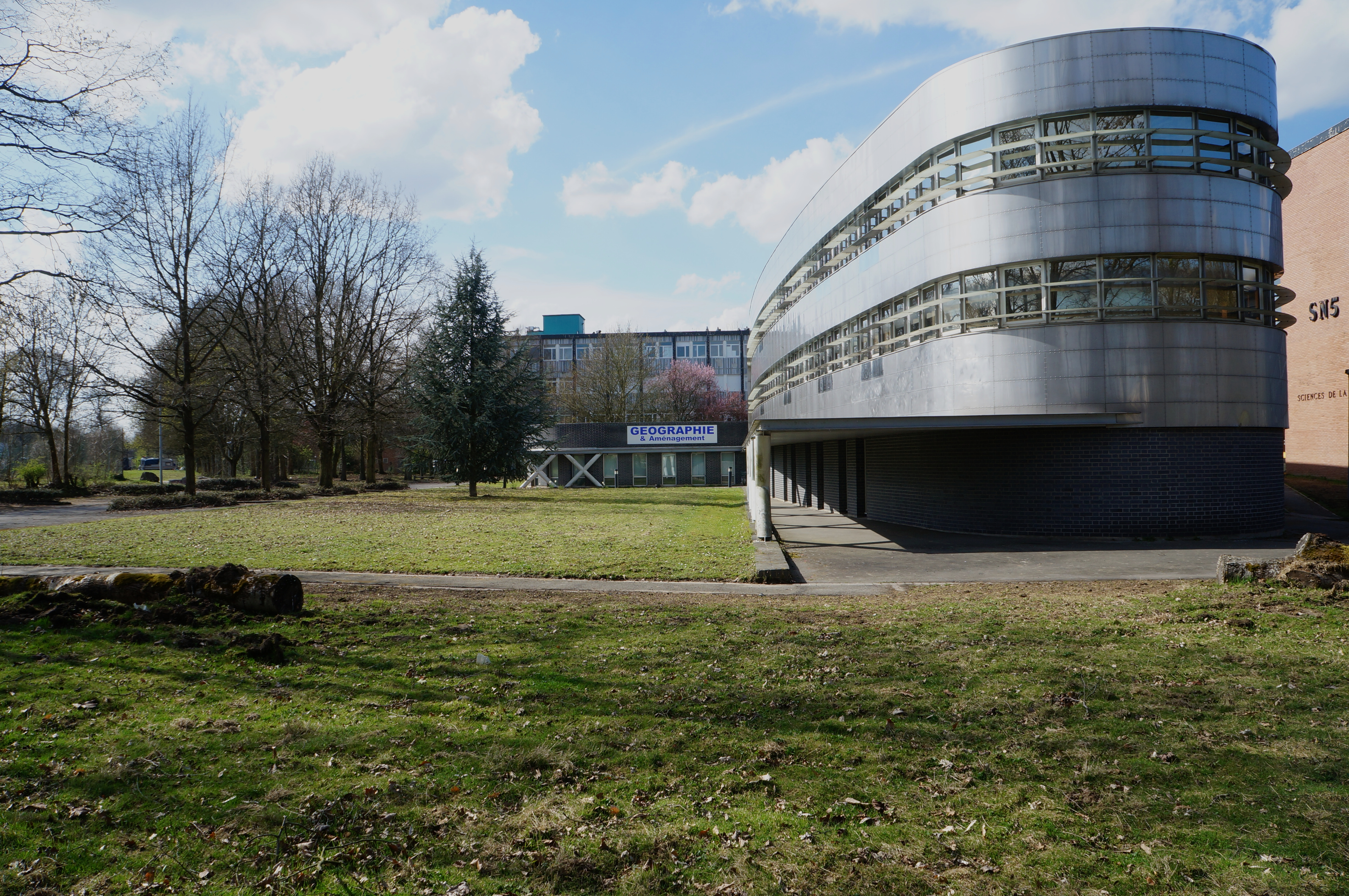
Bâtiment de géographie de l'Université de Lille.
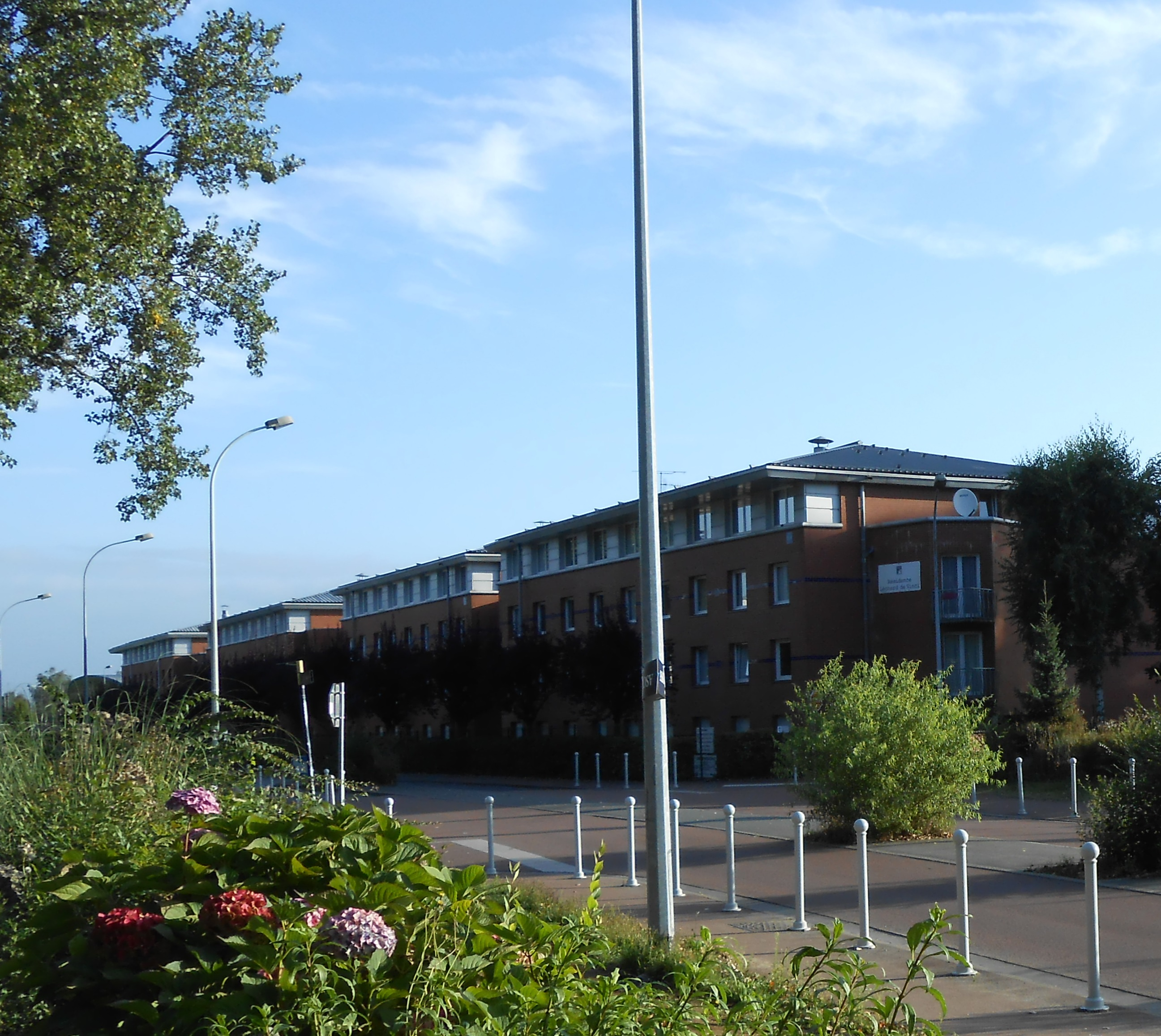
Résidence étudiante Léonard de Vinci.
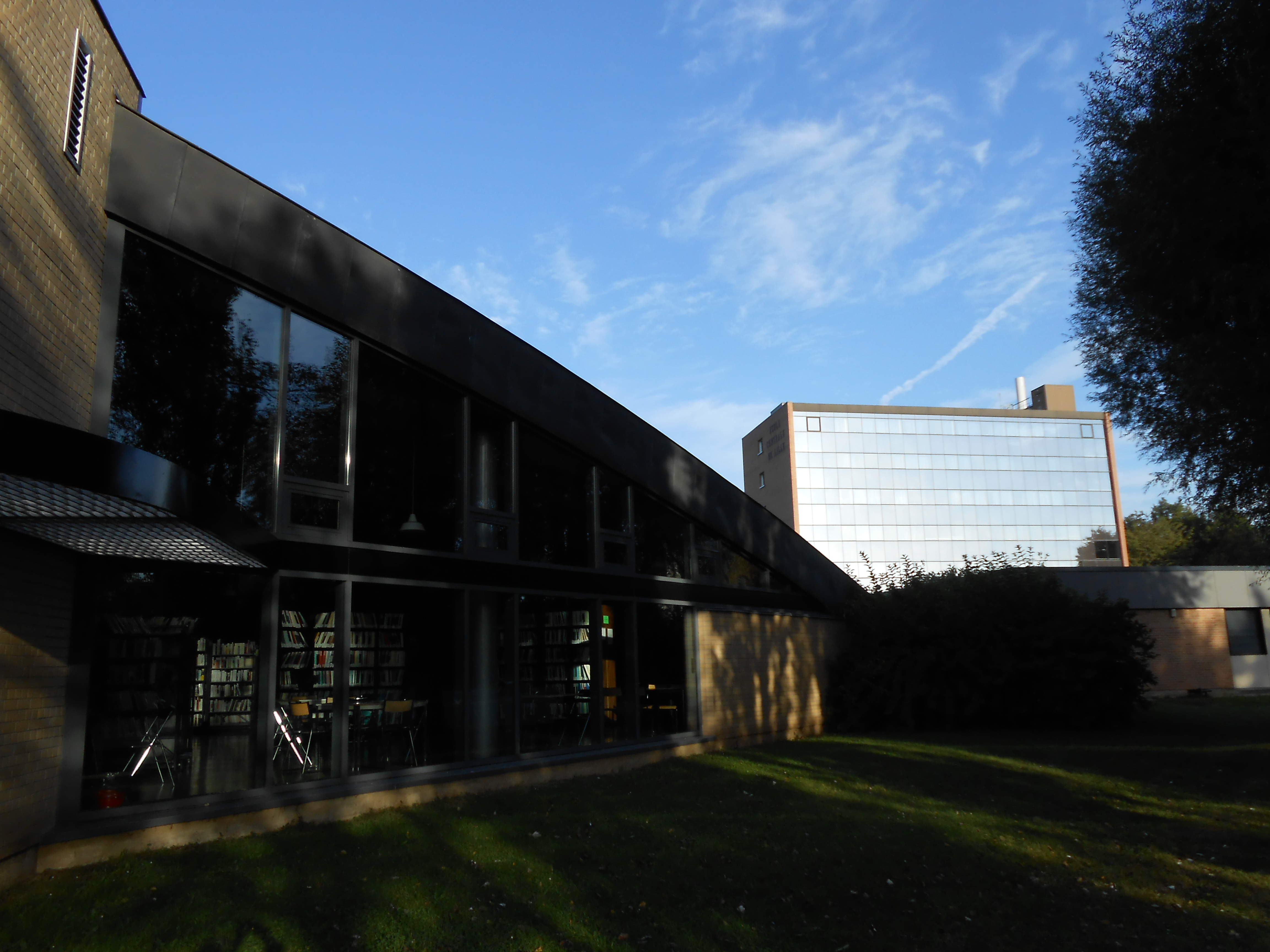
École centrale de Lille.
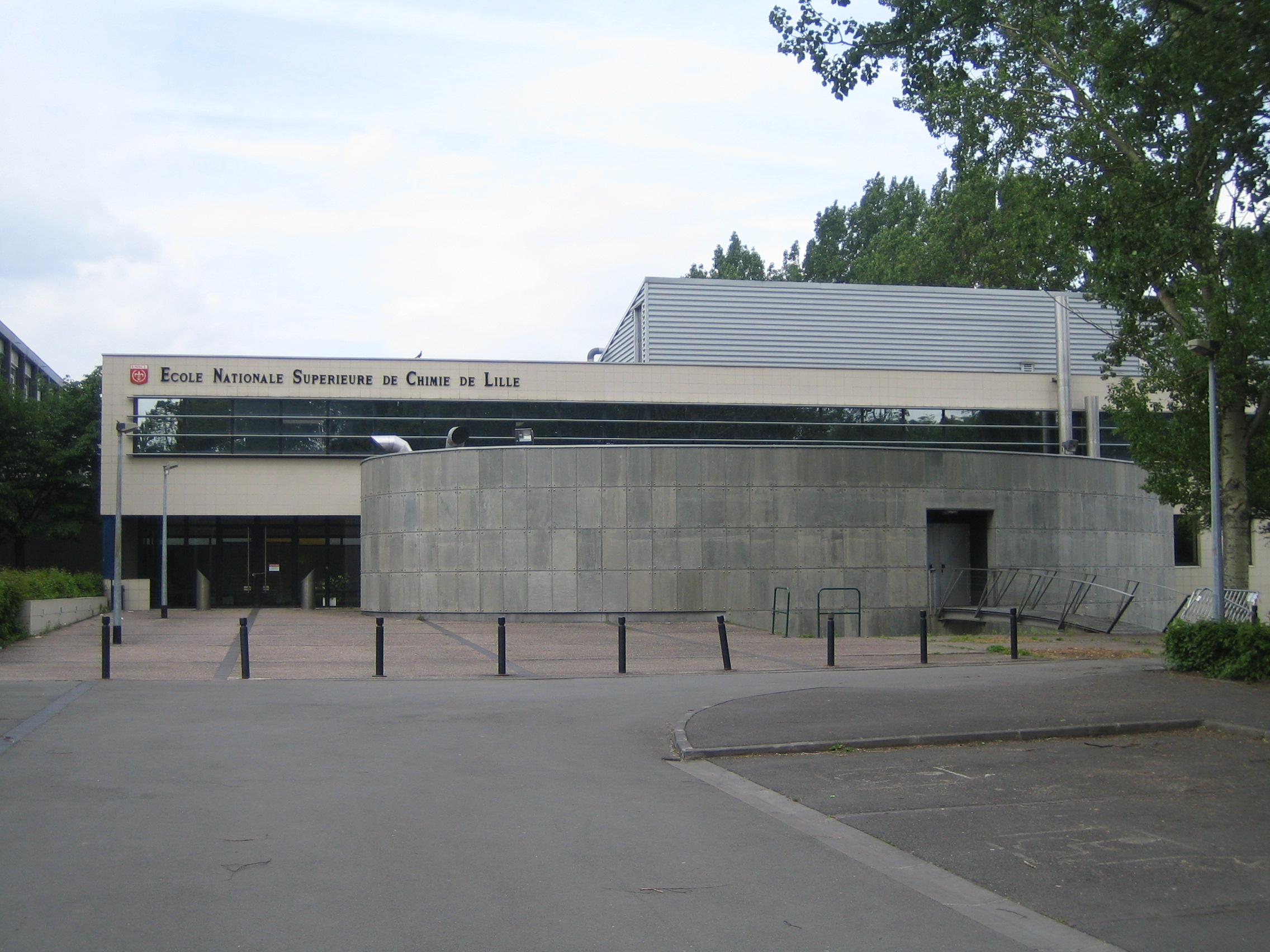
École nationale supérieure de chimie de Lille.
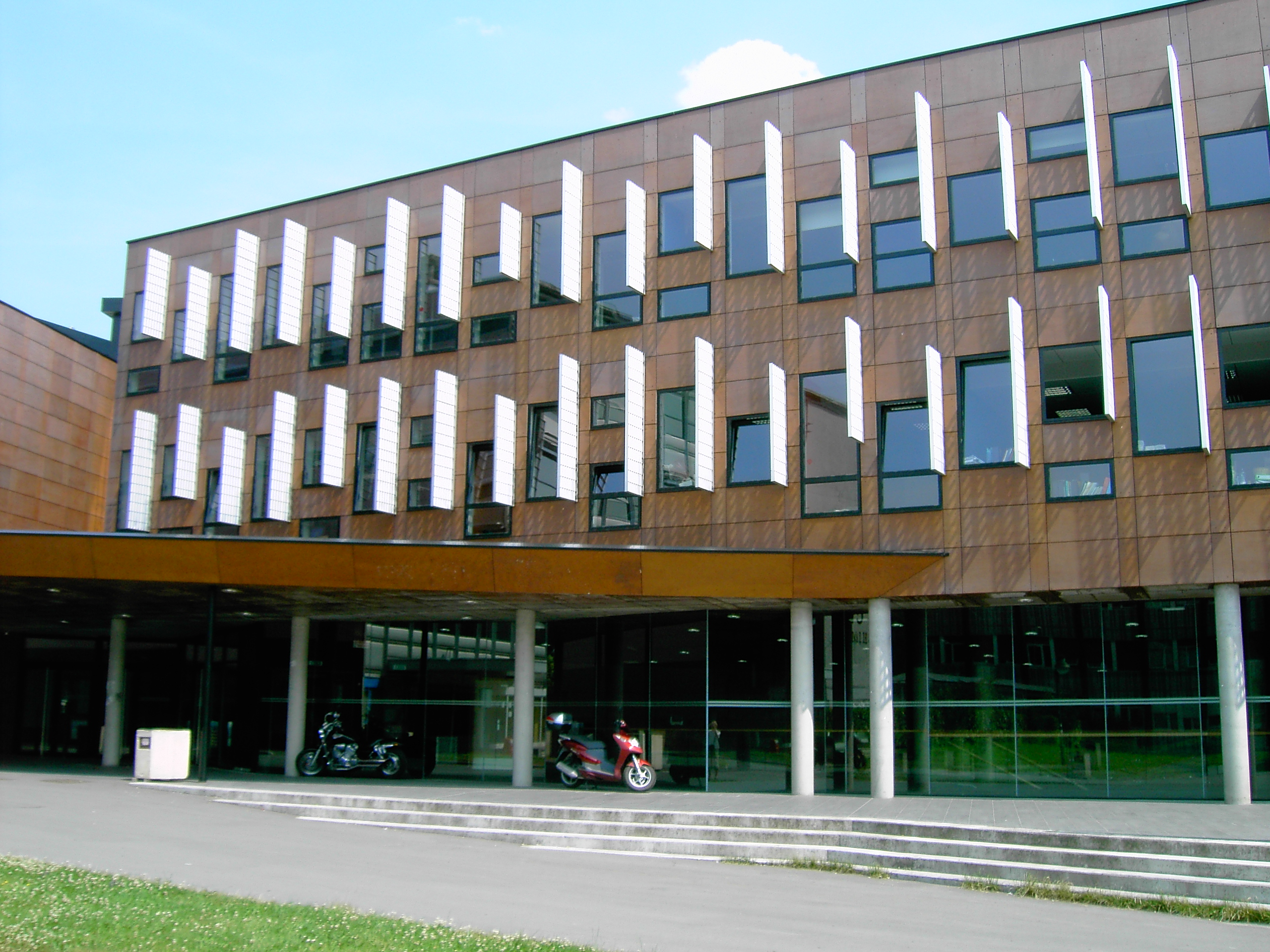
Bâtiment SH3.
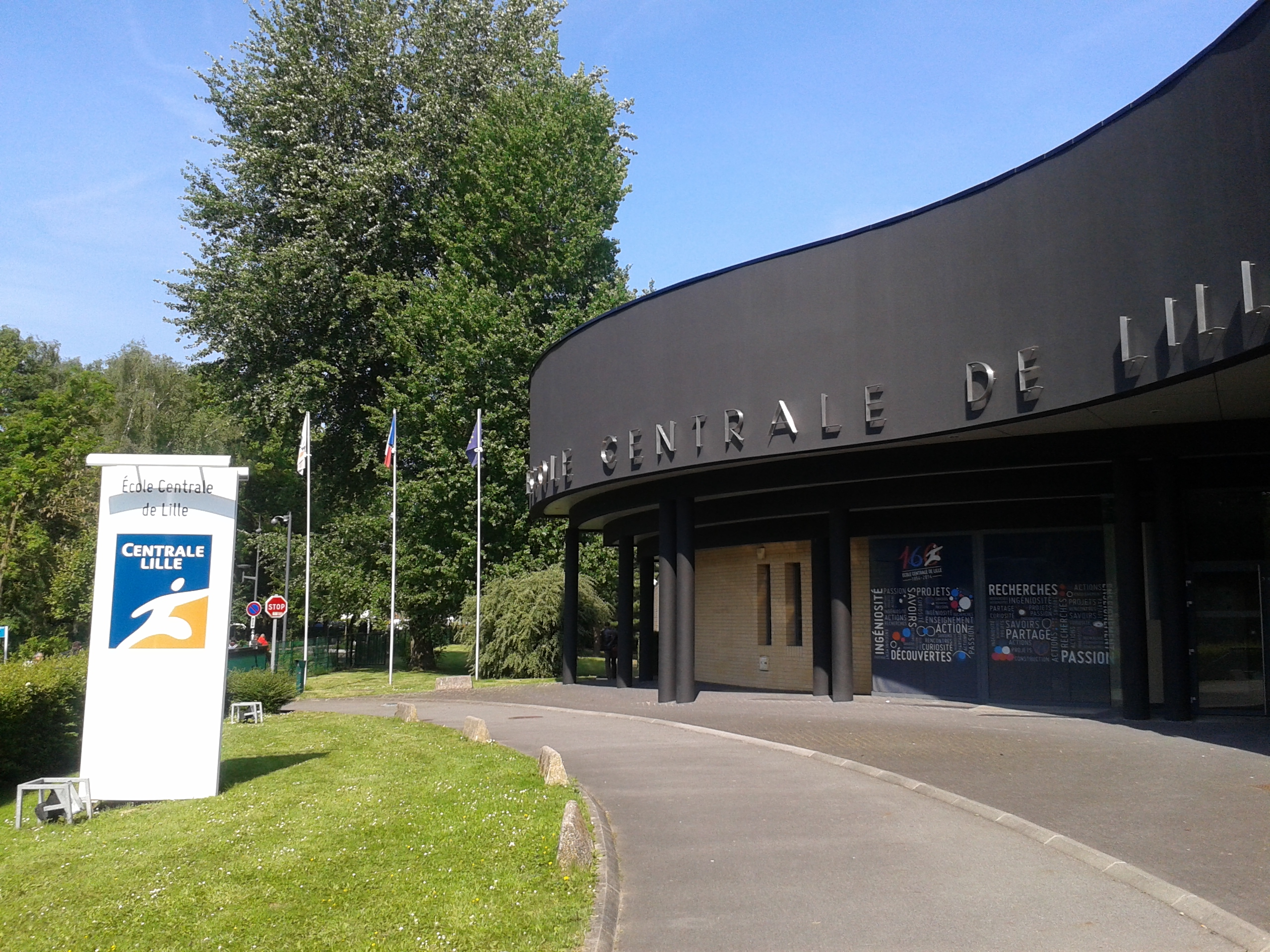
École Centrale de Lille.